# 蔡武侯
蔡武侯（？—前837年），是西周諸侯國蔡國第6任國君，他是上一任國君蔡厲侯的兒子，在位期間為前863年—前837年。